# Liste der Bischöfe von León
Die folgenden Personen waren Bischöfe von León:
- Suintila (792)
- Quintila (811–820)
- Cixila I. (853–855)
- Frunimio I. (860–875?)
- Heiliger Pelayo I. (875–878)
- Mauro (878–899)
- Vicente (899–900)
- Heiliger Froilán I. (900–904)
- Sisnando I. (905–914?)
- Cixila II. (914–928?)
- Frunimio II. (928?)
- Oveco (928–950)
- Gonzalo (951–966)
- Velasco (966–969) (1. Mal)
- Rodrigo (970)
- Velasco (970–973) (2. Mal)
- Sisnando II. (973–981)
- Fortis (981)
- Sevariego (982–992)
- Froilán II. (992–1006)
- Nuño (1007–1026)
- Servando (1026–1040)
- Heiliger Cipriano (1040–1057)
- Heiliger Alvito (1057–1063)
- Jimeno (1063–1065)
- Pelayo II. (1065–1085)
- Arias Vimaraz ()
- Sebastián (1086)
- Pedro (1087–1112)
- Diego (1112–1130)
- Mauricio de Braga (1112–11..)
- Arias II. (1130–1135)
- Pedro Anayaz (1135–1139)
- Juan Albertino (1139–1181)
- Manrique de Lara (1181–1205)
- Pedro Muñoz (1205–1207)
- Pelayo III. (1207–1208)
- Rodrigo Álvarez (1208–1232)
- Martín Alonso (1232–1234)
- Arnaldo (1234–1235)
- Juan (1237–1238)
- Martín Arias (1238–1242)
- Nuño Álvarez (1242–1252)
- Martín Fernández (1254–1289)
- Fernando (1289–1301)
- Gonzalo Osorio Villalobos (1301–1313)
- Juan Soares (1313)
- Juan Fernández (1316)
- Piusfortis (1317)
- García de Ayerve (1319–1332)
- Juan del Campo (1332–1344)
- Diego Ramírez de Guzmán (1344)
- Pedro Raimundo (1354)
- Pedro de Barreira (1360–1361)
- Pedro de Uxua (1361)
- Alfonso (1375–1376)
- Juan Ramírez de Guzmán (1376–1378)
- Fernando (1378–1380)
- Aleramo (1382–1401?)
- Alfonso de Argüello (1403–1415)
- Álvaro Núñez de Isorna (1415–1418)
- Juan Rodríguez Villalón (1418)
- Alfonso de Cusanza (1424–1435)
- Giovanni Berardi (1435–1437), in commendam
- Juan de Mella (1437–1440)
- Juan de Pontibus (c. 1446)
- Pedro Cabeza de Vaca (1448–1459)
- Fortún Velázquez de Cuéllar (1460)
- Juan de Torquemada OP (1460–1463) (dann Bischof von Orense)
- Antonio Jacobo de Véneris (1464–1469)
- Rodrigo de Vergara (1469–1478)
- Luis de Velasco (1478–1484)
- Íñigo Manrique (1484–1485)
- Alonso de Valdivieso (1485–1500)
- Juan de Marquina (1500) (Elekt)
- Francisco Desprats (1500–1504)
- Juan de Vera (1504–1507)
- Francesco Alidosi (1507–1511)
- Luigi d’Aragona (1511–1516)
- Esteban Gabriel Merino (1516–1523) (dann Bischof von Jaén)
- Pedro Manuel (1523–1534) (dann Bischof von Zamora)
- Pedro Alvarez de Acosta (1535–1539) (dann Bischof von Osma)
- Fernando de Valdés y Salas (30. Mai 1539 bis 29. Oktober 1539) (dann Bischof von Sigüenza)
- Sebastián Ramírez de Arellano (1539–1542) (dann Bischof von Cuenca)
- Esteban Almeida (1542–1546) (dann Bischof von Cartagena)
- Juan Fernández Temiño (1546–1556)
- Andrés de la Cuesta (1557–1564)
- Juan de San Millán (1564–1578)
- Francisco Trujillo García (1578–1592)
- Juan Alonso Moscoso (1593–1603) (dann Bischof von Málaga)
- Andrés de Casso OP (1603–1607)
- Francisco Terrones del Caño (1608–1613)
- Alonso González Aguilar (1613–1615)
- Juan Llano Valdés (1616–1622)
- Juan Molina Alvarez (20. März 1623 bis November 1623)
- Gregorio Pedrosa Casares OSH (1624–1633) (dann Bischof von Valladolid)
- Bartolomé Santos de Risoba (1633–1649) (dann Bischof von Segovia)
- Juan del Pozo Horta OP (1650–1656)
- Juan Pérez de Vega (1656–1659)
- Juan Bravo Lasprilla (1660–1662)
- Mateo Sagade Bugueiro (1662–1664)
- Juan de Toledo (1665–1672)
- Juan Álvarez Osorio (1672–1680)
- Juan Aparicio Navarro (1680–1696)
- José Gregorio de Rojas y Velázquez (1697–1704)
- Manuel Pérez Araciel y Rada (1704–1714) (dann Erzbischof von Saragossa)
- José Ulzurrun de Asanza y Civera (1714–1718)
- Martín Zalayeta Lizarza (1720–1728)
- Juan Fernández Zapata (3. August 1729 bis 12. Oktober 1729)
- Francisco de la Torre Herrera (1730–1735)
- José de Llupiá Roger (1735–1752)
- Alfonso Fernández Pantoja (1753–1761)
- Pascual de los Herreros (1762–1770)
- Baltasar Yusta Navarro (1770–1777) (dann Bischof von Córdoba)
- Cayetano Antonio Cuadrillero Mota (1777–1800)
- Pedro Luis Blanco (1800–1811)
- Ignacio Ramón Roda (1814–1823)
- Joaquín Abarca y Blanque (1824–1844)
- Joaquín Barbarejo Villar (1848–1863)
- Calixto Castrillo Ornedo (1863–1869)
- Saturnino Fernández de Castro y de la Cotera (1875–1883) (dann Erzbischof von Burgos)
- Javier Caminero y Muñoz (1885)
- Francisco Gómez-Salazar y Lucio-Villegas (1886–1904)
- Juan Manuel Sanz y Saravia (1905–1909) (dann Bischof von Jaén)
- Ramón Guillamet y Coma (1909–1913) (dann Bischof von Córdoba)
- José Alvarez y Miranda (1913–1937)
- Carmelo Ballester y Nieto CM (1938–1943) (dann Bischof von Vitoria)
- Luis Almarcha Hernández (1944–1970)
- Luis María de Larrea y Legarreta (1971–1979) (dann Bischof von Bilbao)
- Fernando Sebastián Aguilar CMF (1979–1983)
- Juan Ángel Belda Dardiñá (1983–1987)
- Antonio Vilaplana Molina (1987–2002)
- Julián López Martín (2002–2020)
- Luis Ángel de las Heras Berzal CMF (seit 2020)